# دريدكس
دريدكس هي برمجية خبيثة مخصصة لسرقة اوراق الاعتماد البنكية خلال نظام يستخدم الماكرو في مايكروسوفت وورد.
هدف الفيروس هو مستخدمي نظام ويندوز الذين يفتحون الملف الملحق بالبريد الإلكتروني في الوورد أو الإكسل، يتسبب فتحه في تشغيل ماكرو يقوم بتنشيط وتحميل دريدكس فيصيب الحاسوب. يمكن أيضًا تنزيل الحمولة عن طريق تطبيقات النظام المحقونة، على سبيل المثال، مستكشف الملفات (explorer.exe)، أو عن طريق استغلال الثغرات الأمنية مثل تلك التي تتضمن محرر مايكروسوفت للعمليات (بالإنجليزية: Microsoft Equation Editor).